# Site paléontologique d'Angeac-Charente
Le site paléontologique d'Angeac-Charente est un gisement fossilifère connu comme l'un des plus grands sites à dinosaures au monde,.
Les fouilles paléontologiques d'Angeac se trouvent dans les carrières de graves de la commune d'Angeac-Charente, dans le département français de la Charente, en bordure du fleuve Charente. Au regard de l'écoulement du fleuve, le site est en aval d'Angoulême et en amont de Jarnac.
Dans la zone, les couches géologiques porteuses de fossiles sont essentiellement au nombre de deux : une couche de graves datant du Cénozoïque récent dans laquelle ont été trouvés des restes d'éléphants à défenses droites (Palaeoloxodon antiquus) et des mammouths, et une couche plus profonde constituée d'argile. La couche d'argile date quant à elle du Crétacé inférieur et est datée à 140 millions d'années approximativement,. Dans cette couche d'argile, et à Angeac-Charente en particulier, se trouve figé un lit à ossements très riche en os fossiles de dinosaures mais aussi tout un paléoenvironnement aux restes parfois très complets de plantes terrestres, tortues, crocodiles, poissons, ptérosaures, lézards, amphibiens, etc.

## Contexte géologique
Cette carrière à ciel ouvert se situe en bordure de la Charente, dans la zone alluviale. La société "Carrières Audoin & Fils" en extrait des sables et des graviers qui correspondent aux alluvions déposés par la Charente durant la période du Quaternaire (- 100 000 ans).
Directement sous ces dépôts se trouve une roche sédimentaire fossilifère datée du Crétacé inférieur (-140 millions d'années),, donc presque contemporaine du site paléontologique de Champblanc (-145 millions d'années).

## Historique de la découverte
Des ossements datant de l'époque quaternaire, en particulier des dents d'éléphants à défenses droites (Palaeoloxodon antiquus), mais aussi des défenses et des vertèbres de mammouth, étaient déjà de temps en temps mis au jour depuis les années 1990. Pourtant, en 2008, c'est une vertèbre de dinosaure qui fut extraite de la carrière. En cette année Jean-Pierre Paillot, un employé de "Audoin & Fils", se servait d'une pelleteuse de l'entreprise pour racler le fond d'une partie inondée de la carrière. D'un coup de pelleteuse il extrait du fond une grosse vertèbre qu'il croit appartenir à un éléphant fossile, comme les découvertes précédentes. Paillot signale alors sa découverte à l'un de ses patrons, Vincent Audoin, et les deux hommes, en croyant à un éléphant fossile, montrent leur trouvaille au musée d'Angoulême. Le conservateur du Musée, Jean-François Tournepiche, décide alors de consulter un paléontologue qu'il connaît, Didier Néraudeau, du laboratoire de géosciences de Rennes. Néraudeau reconnaît là une vertèbre de dinosaure sauropode, quatre fois plus grosse qu'une vertèbre de mammouth.
En février 2010, la presse rend publique la découverte d'ossements de dinosaures et la mise au jour d'un fémur de sauropode,. Durant l'été 2010, une première campagne de fouilles a démontré la richesse du site avec l'extraction de plus de 400 ossements.

## Campagnes de fouilles
Depuis le début des fouilles en 2010, Ronan Allain (du Muséum national d'histoire naturelle) et Jean-François Tournepiche (conservateur du musée d'Angoulême) coordonnent les campagnes de fouilles chaque été. Les financements proviennent d'institutions de tutelle, de collectivités publiques et du mécénat d'entreprise.
Fin août 2011 l'équipe avait déjà eu la certitude de l'importance internationale du site et envisageait une campagne de fouilles de 10 ans. Neuf ans plus tard, après dix saisons annuelles de fouilles, quelque 7 500 os de vertébrés ont été extraits et identifiés.
En juillet 2019, alors qu'approchait l'échéance de la période 2010-2020 et que différentes circonstances auraient pu arrêter ou faire suspendre les fouilles au bout de ladite période de dix ans, la presse scientifique a annoncé que l'entreprise exploitant le site, les carrières Audouin, venait d'offrir aux paléontologues 4 000 mètres carrés supplémentaires à creuser, de quoi pouvoir continuer de fouiller sur place jusqu'à l'horizon 2049.

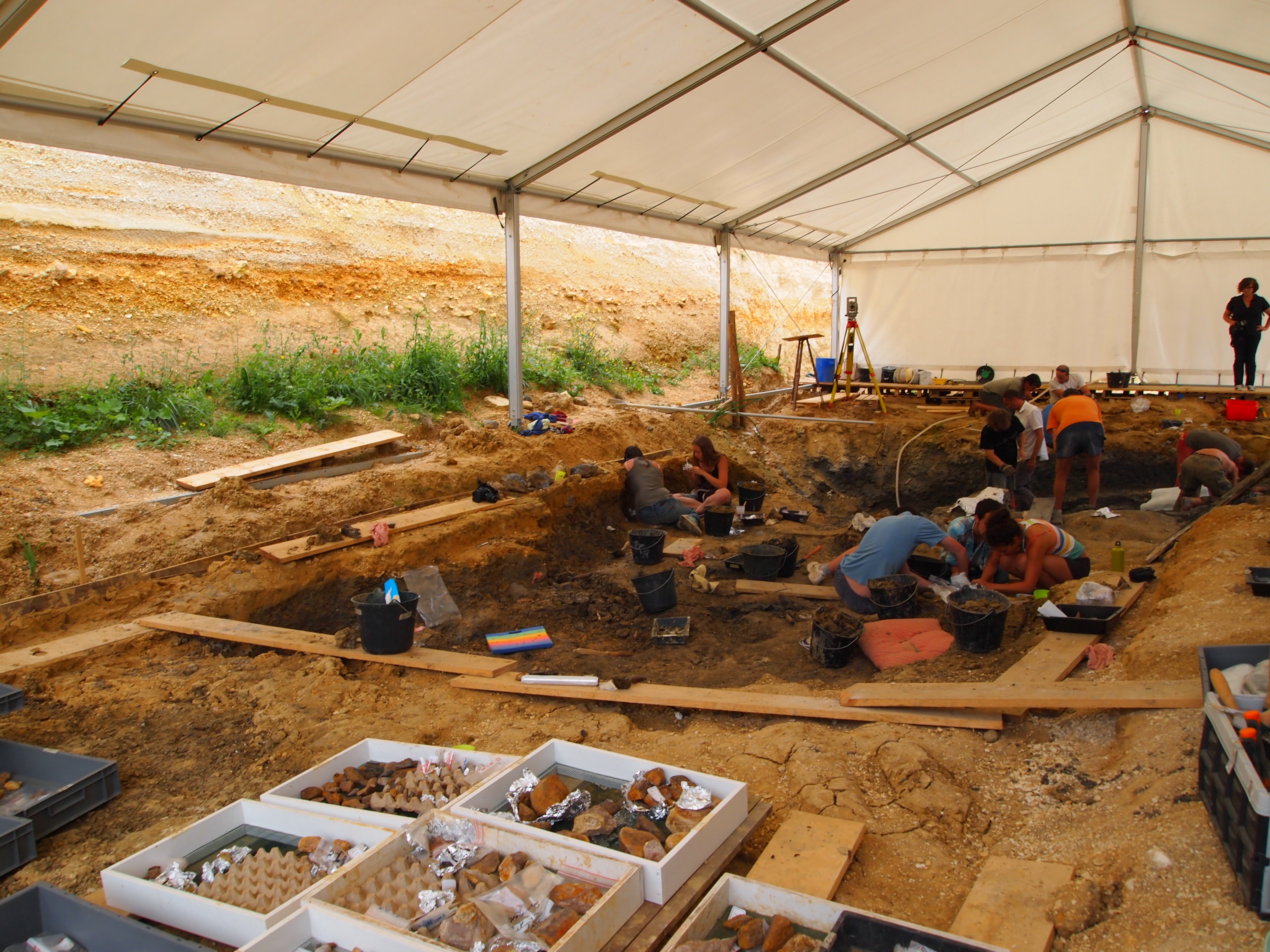
Campagne de fouilles 2011.
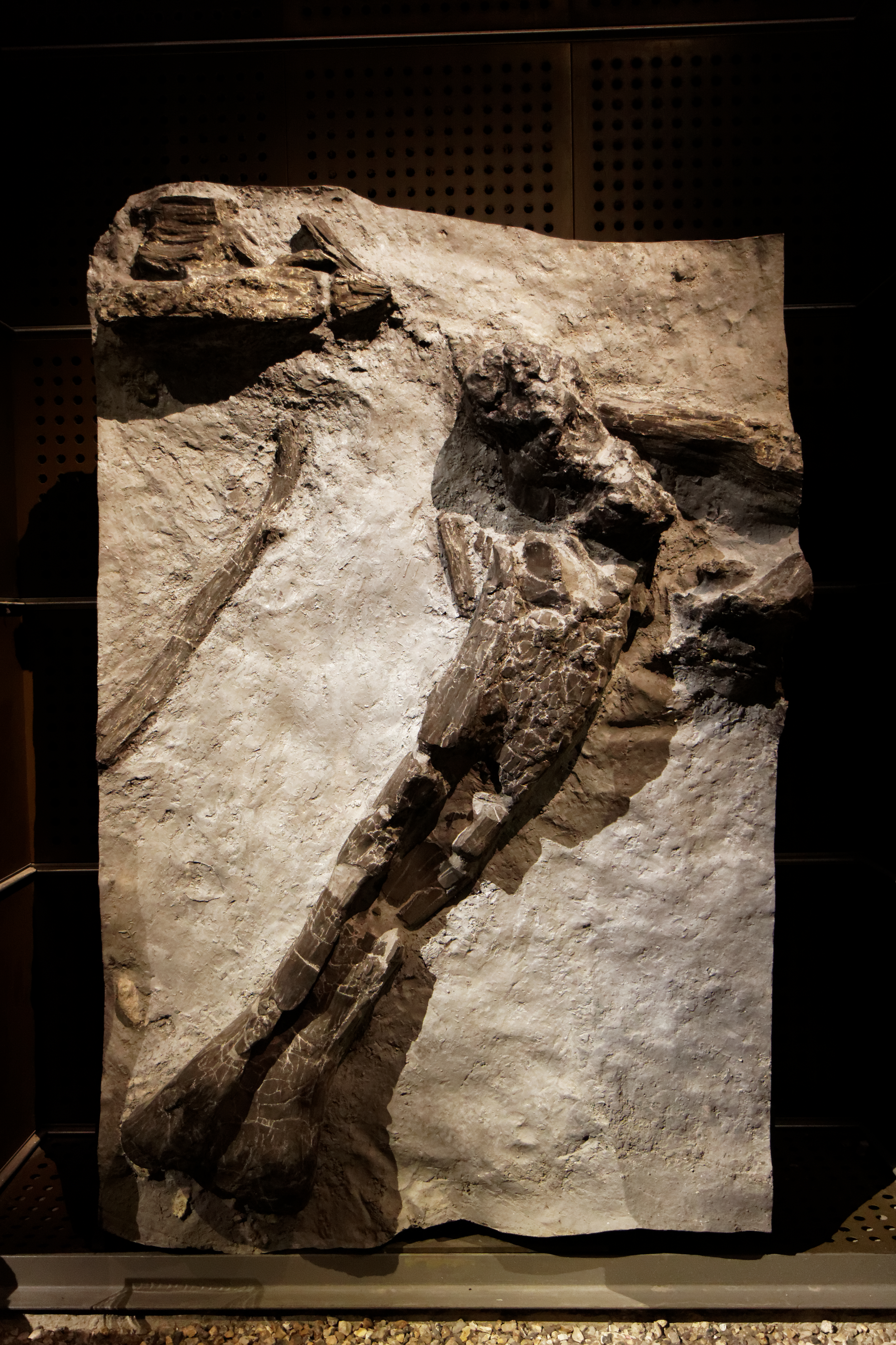
Moulage d'un fémur de sauropode (2,20 de long).
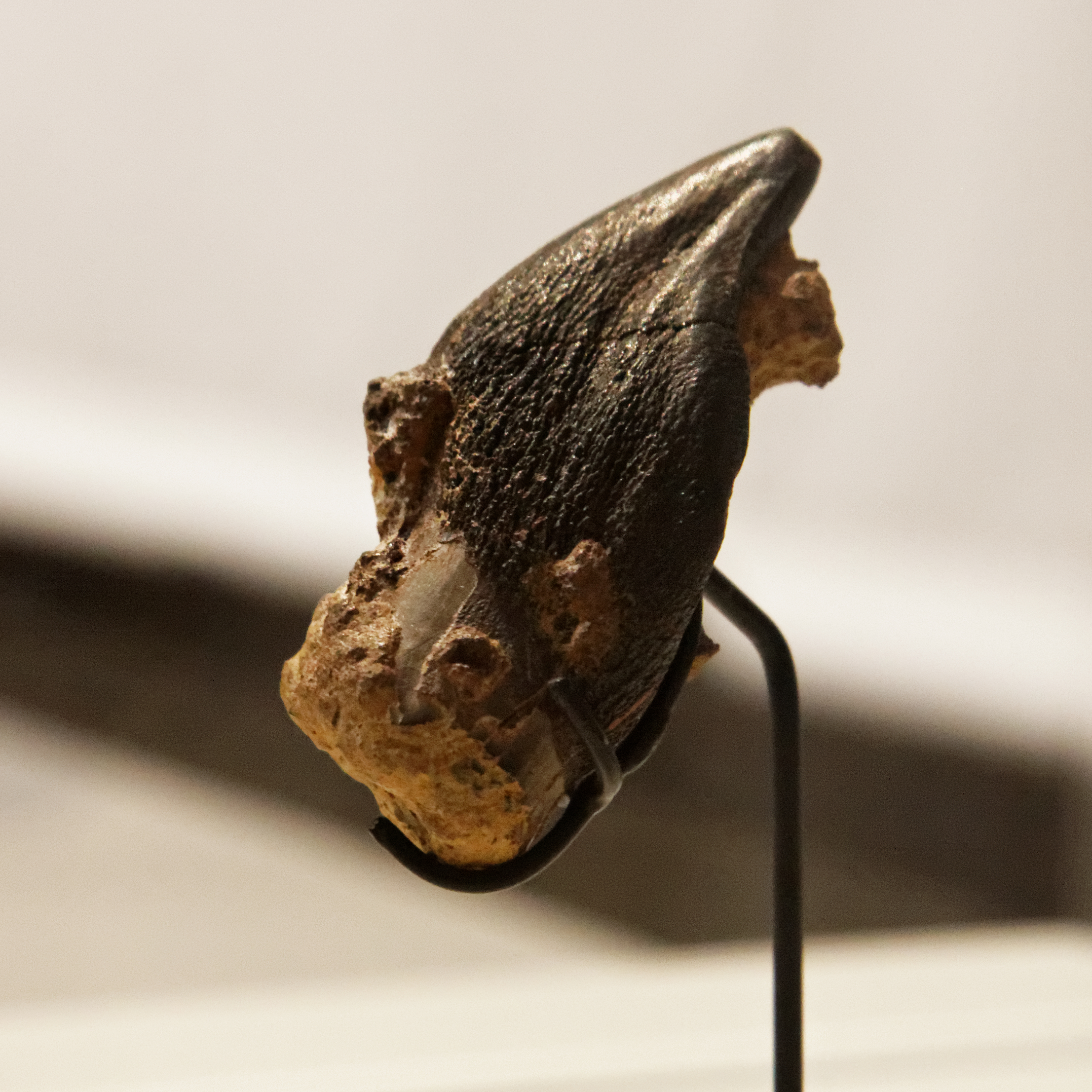
Dent de sauropode.
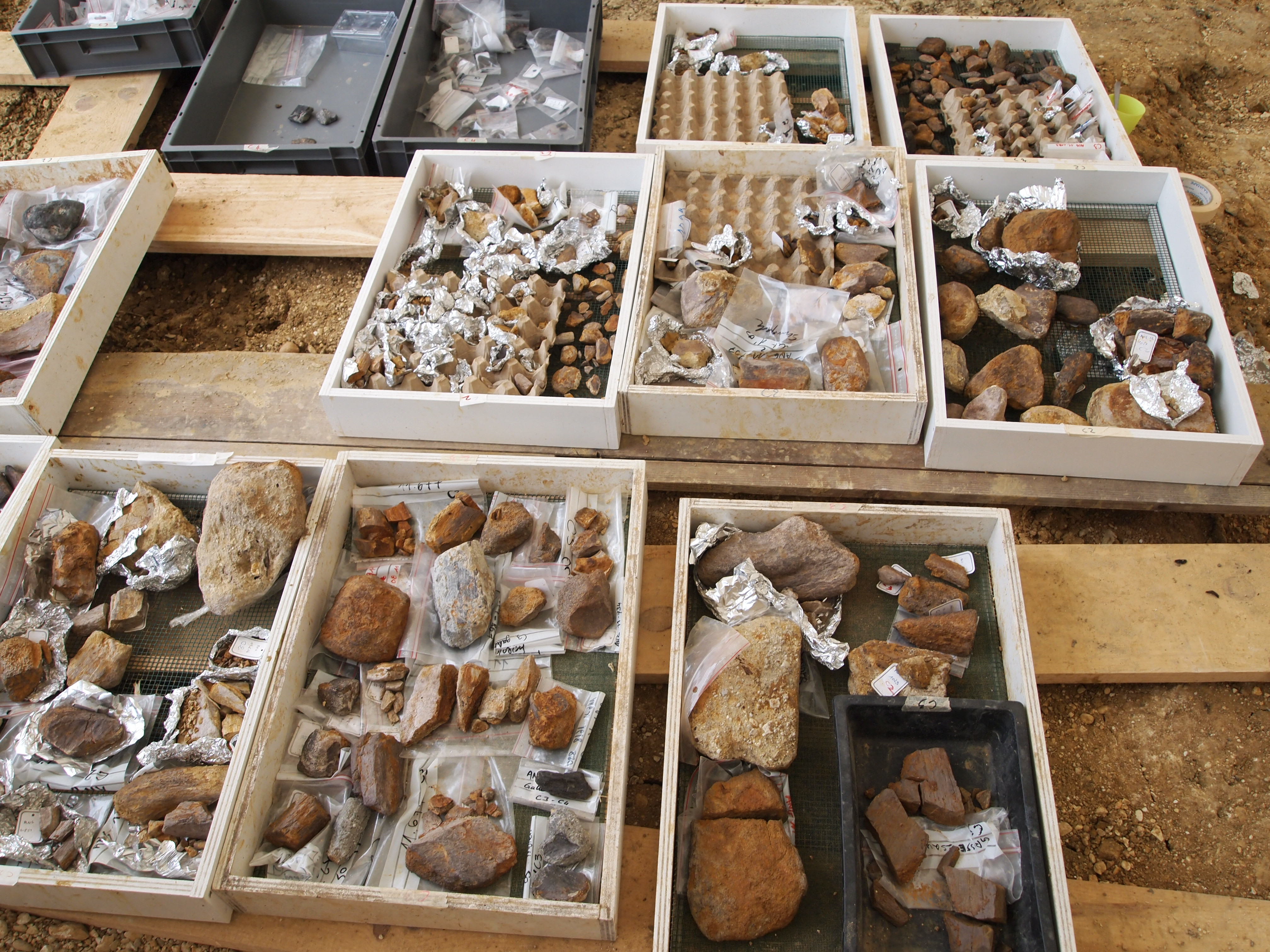
Divers ossements.
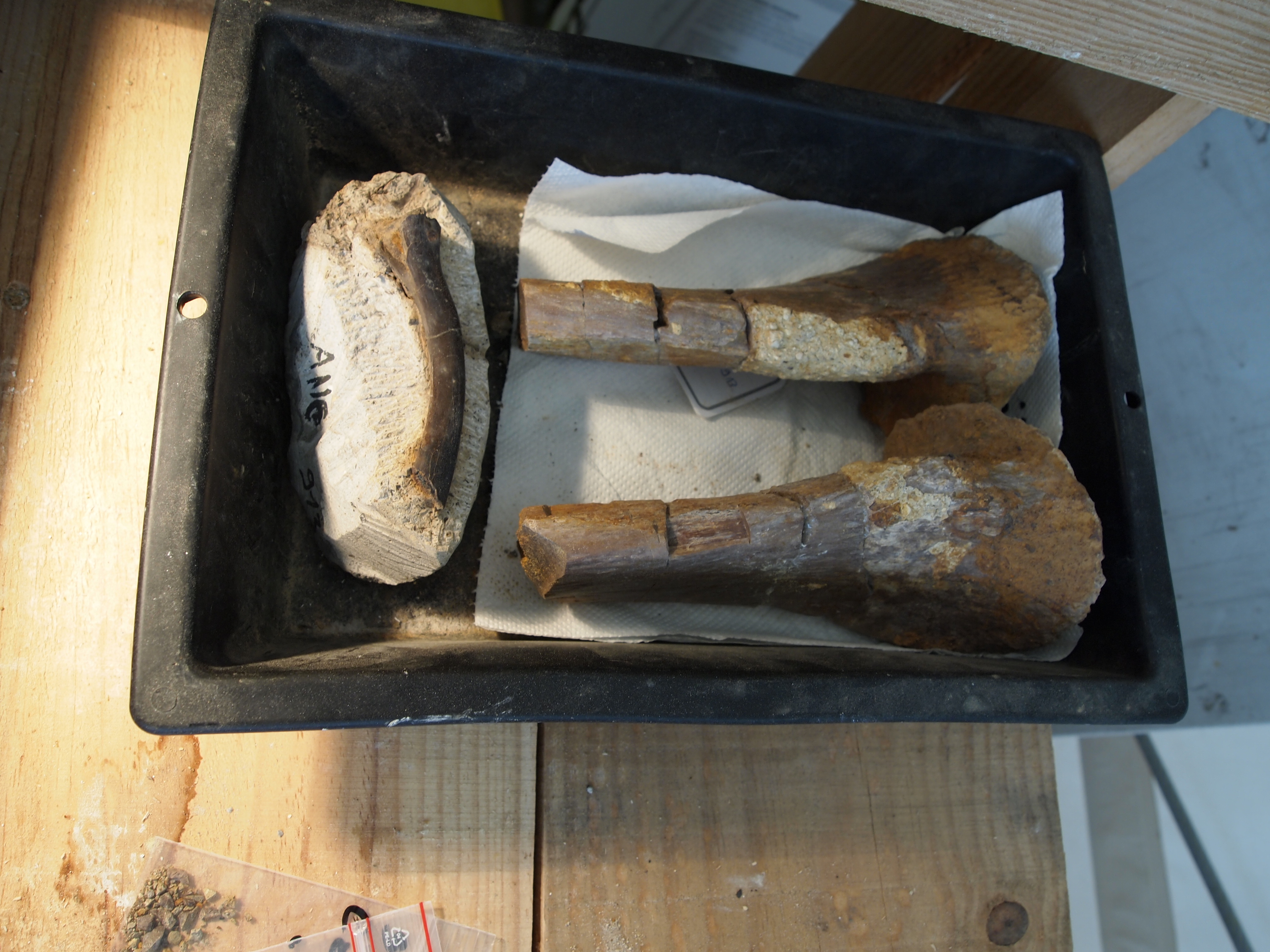
Autres ossements.
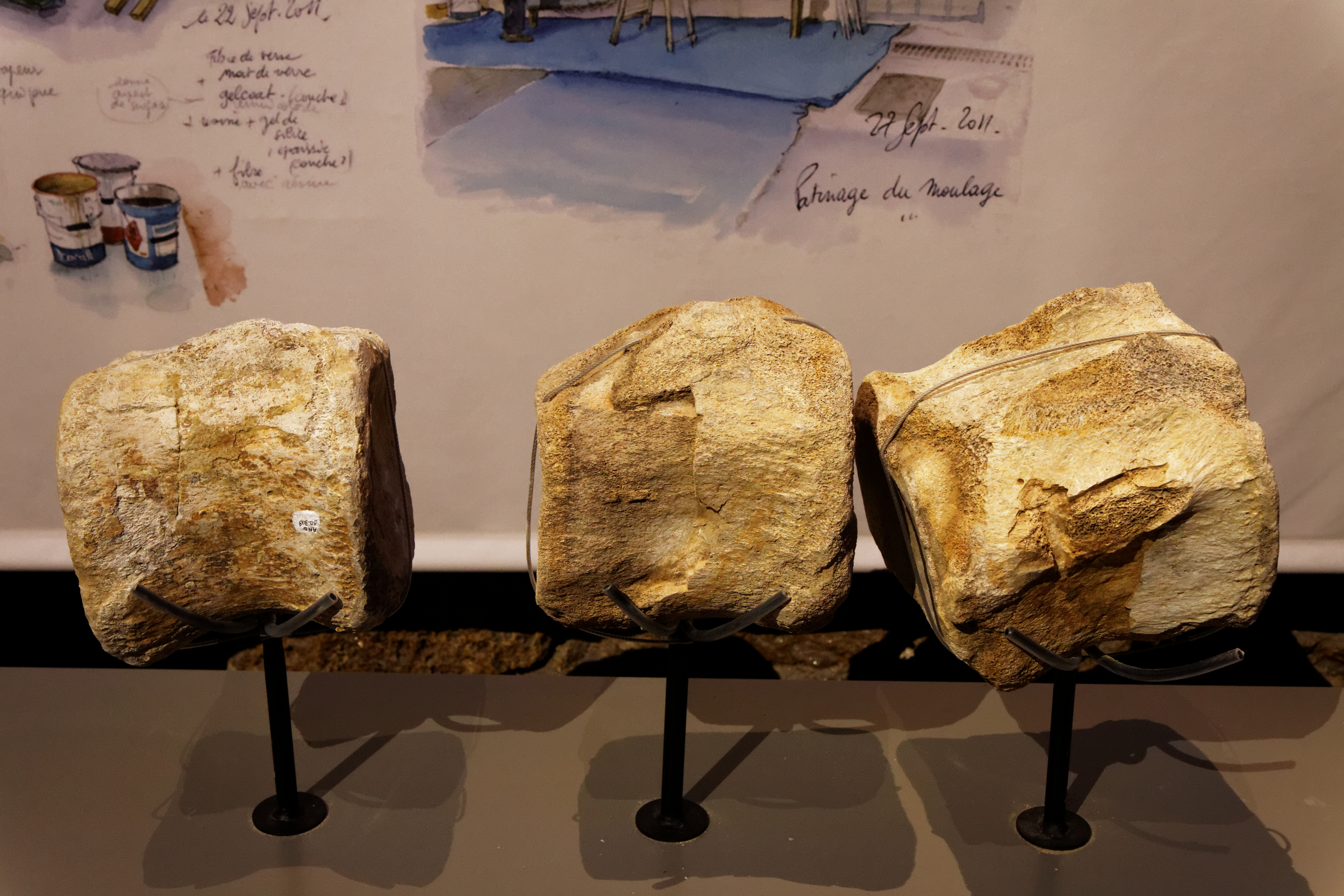
Sauropode, vertèbres de la queue.

## Exposition«Dinosaures, les géants du vignoble»

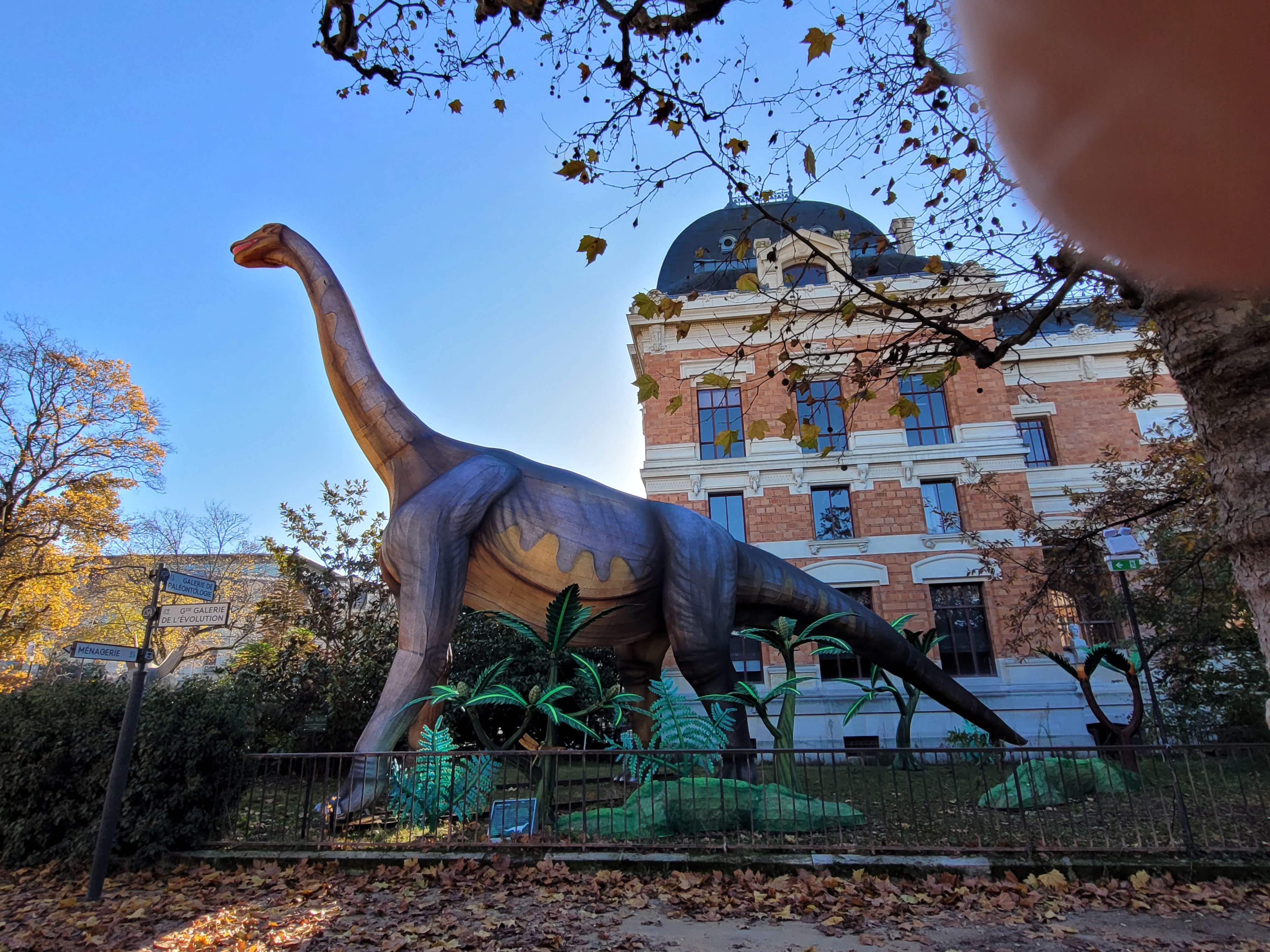
Turiasaurus, exposition Jurassique en voie d'Illumination, au Jardin des Plantes de Paris, 2024-2025

Après quelques années de fouilles, le musée d'Angoulême sélectionna une partie des milliers d'ossements et échantillons d'origine végétale et animale collectés à Angeac-Charente pour ouvrir au public l'exposition temporaire « Dinosaures, les géants du vignoble ». Cette exposition se tint dans les murs du Musée entre le 20 mai et le 31 décembre 2017 et fit l'objet d'un livre de même titre, paru en juillet de la même année, rédigé par Ronan Allain et illustré par Isabelle Dethan et Mazan. Le succès de cette première édition à Angoulême en fit une exposition itinérante lorsqu'elle fut transportée au muséum d'histoire naturelle de La Rochelle (du 14 avril 2018 au 1er septembre 2019) puis au CCSTI de Laval (du 16 novembre 2019 au 1er mars 2020).

## Paléontologie
En juillet 2019, l'équipe de fouilles évalue le nombre de fossiles découverts :
- à 7 500 os de vertébrés identifiés ;
- plus de 66 000 fragments d'os ;
- des empreintes de pas de dinosaures ;
- une quantité indénombrable de végétaux.

En août 2025, l'équipe de fouilles évalue le nombre de fossiles découverts :
- à 9 000 os de vertébrés inventoriés ;
- environ 120 000 fragments d'os.

### Dinosaures

#### Sauropodes
Un fémur de 2,20 m (l'un des plus grands au monde) a été mis au jour, ainsi que des vertèbres et quelques autres ossements. Un autre fémur, parfaitement conservé, long d'environ 2 m, est découvert en juillet 2019. Les fossiles découverts sont ceux de Turiasaurus.
En 2024, lors de la fouille d'une nouvelle zone, des restes d'un autre sauropode sont mis au jour, particulièrement bien conservés et en connexion. Les os pourraient appartenir à une nouvelle espèce, appartenant au genre Camarasaurus, une première puisque ce genre n'était connu qu'en Amérique du Nord,. L'ensemble de la fouille est présenté jour par jour par le dessinateur Mazan.

#### Théropodes
Angeac est un site extrêmement riche en fossiles de « dinosaures autruches » appelés ornithomimosaures. Il semblerait qu'un troupeau entier de ces animaux soit déposé là, car on trouve leurs ossements en très grand nombre (au moins une trentaine d'individus différents sont déjà décomptés).
Des dents de dinosaure carnivore, certaines rattachées à la famille des carcharodontosauridés, d'autres au genre Eotyrannus, un ancêtre du tyrannosaure, ont également été trouvées.

#### Autres dinosaures
Des dents d'un herbivore, appartenant soit au genre Iguanodon, soit au genre Hypsilophodon, ont été trouvées.

### Tortues
Des fragments de carapace de tortues sont à l'étude.

### Crocodiles
Des dents de crocodiles, des crânes mais aussi des coprolithes appartenant à trois genres différents, ont été découvertes.

### Étude des micro-restes
Le tamisage des sédiments permet de recueillir les micro-restes ; parmi eux Jean-Michel Mazin et Joane Pouech sont à la recherche de dents fossiles de mammifères.

### Flore
Des feuilles d'un conifère Watsoniocladus, et divers morceaux, dont un tronc long de neuf mètres, ont été découverts et étudiés par Bernard Gomez, paléobotaniste de l'Université Claude-Bernard Lyon 1.
Il a aussi été trouvé des algues et des pollens.

## Visites et médias
Au moins de 2011 à 2019 et sous réserve de suivre un parcours encadré et guidé par les fouilleurs, le public a été autorisé à visiter le chantier de fouilles. En 2011 les fouilleurs avaient encadré plus de 2 000 visiteurs.

### Dessins
Depuis 2011, les dessinateurs Isabelle Dethan et Pierre Lavaud (Mazan) ont été présents sur le site chaque année et ont dessiné les chantiers de fouilles d'Angeac tout comme ils ont dessiné des reconstitutions des dinosaures qui s'y trouvent enfouis.
Ces dessins se retrouvent dans l'album Mimo, sur la trace des dinos édité en 2012 par Eidola et aussi dans diverses planches à but pédagogique utilisées dans la tente musée montée tous les ans par les chercheurs sur le site.

### Télévision: C'est pas sorcier
Une émission de C'est pas sorcier a été tournée avec Frédéric Courant, réalisée par Pascal Léonard et Emmanuelle Ousset a été diffusée le 7 janvier 2012 à 20 h 10 et Le 8 janvier 2012 à 10 h 45 sur France 3 . Diffusé de nouveau le 12 juillet 2017.
Un documentaire de 52 minutes a été tourné lors de la campagne de fouilles 2015. Intitulé "Dans les pas de Mazan sur les traces des dinosaures d'Angeac", il a été réalisé par Nicolas Albert et est visible sur le site spécialisé en bande dessinée, Comixtrip.